# Kejsarfiskar
Kejsarfiskar (Pomacanthidae) är en familj i ordningen abborrartade fiskar med cirka 90 kända arter.

## Kännetecken

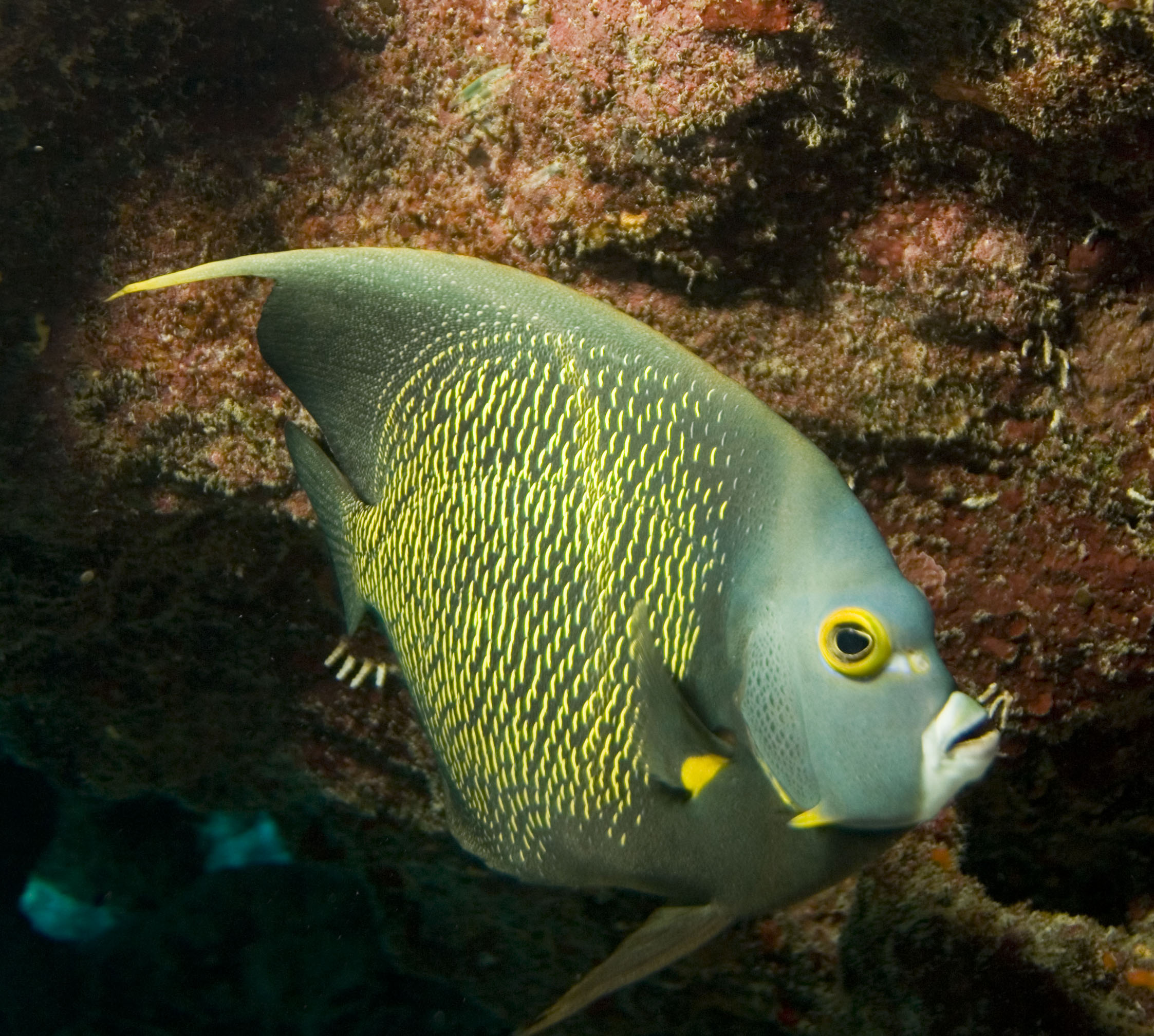
Pomacanthus paru

Kejsarfiskar har en från sidorna starkt tillplattad kropp och de utmärker sig också genom sina påfallande kroppsfärger och varierande mönster. Hos många arter finns det också i detta avseende stora utseendemässiga skillnader mellan unga och äldre individer. Munnen är liten och nära den nedre delen av gällocket finns en karakteristisk taggliknande utväxt. Flertalet arter i familjen har en längd på omkring 20–30 centimeter, men de största arterna i familjen kan bli mellan 40 och 60 centimeter och de minsta arterna är omkring 10–15 centimeter. 

## Utbredning
Kejsarfiskar finns i tropiska havsområden i Atlanten, Indiska oceanen och Stilla havet och lever vid korallrev.
De simmar vanligen mellan vattenytan och ett djup av 20 meter. I sällsynta fall når de ett djup av 50 meter.

## Levnadssätt

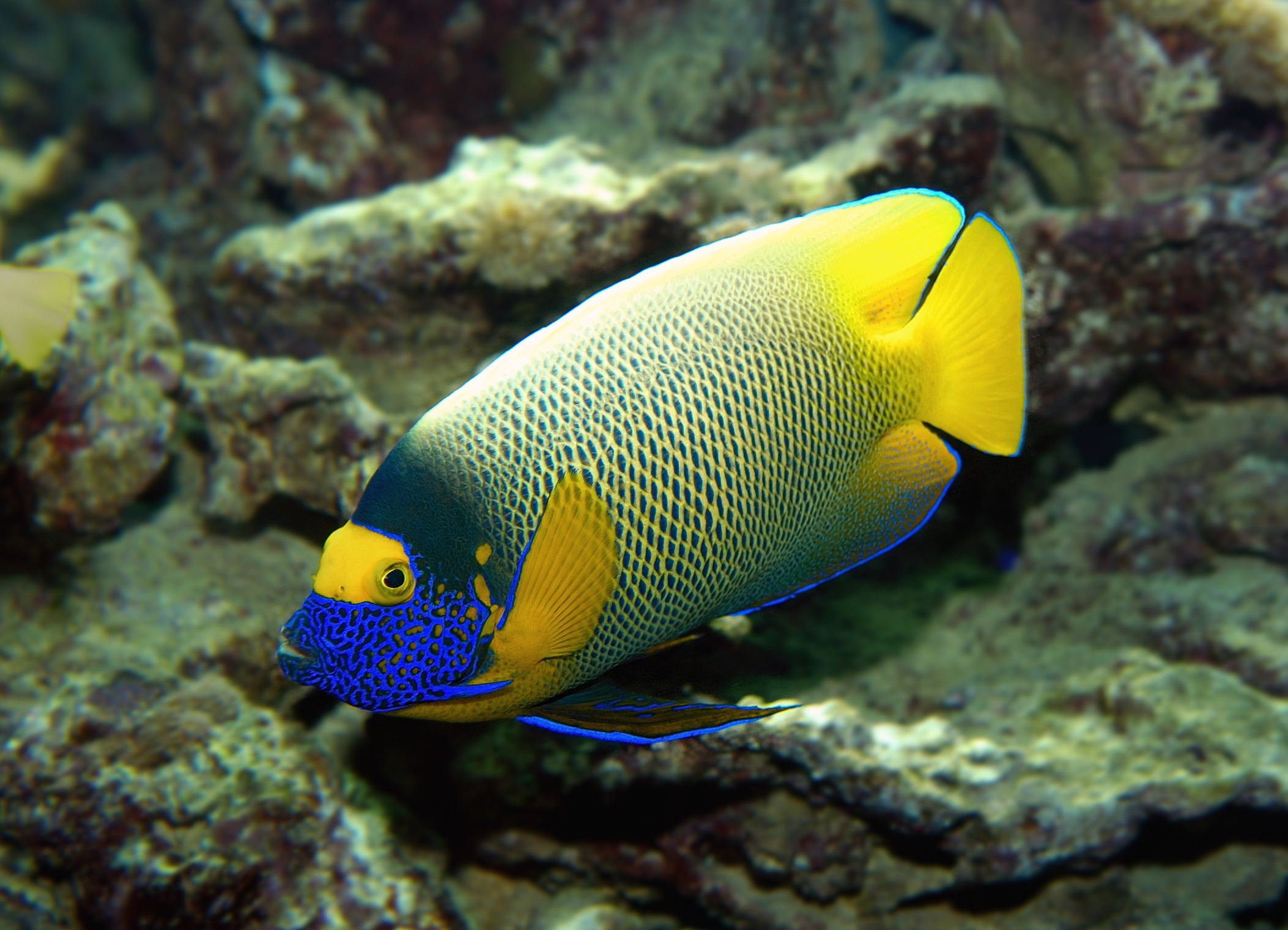
Pomacanthus xantometopon

Kejsarfiskar är dagaktiva och många hävdar revir, ofta i ett par om en hane och en hona, men några arter lever också i mindre grupper med en dominerande hane och flera honor. 
Födan varierar mellan olika arter och vissa är mycket specialiserade i sitt födoval, medan andra är mer av generalister. Olika djurplankton, vissa sorters alger och ryggradslösa djur, som svampdjur, är exempel på vad som kan ingå i dieten.